# Uskrsla Škabrnja (2010.)
Uskrsla Škabrnja (2010.), hrvatski dokumentarni film o pokolju u Škabrnji 18. studenog 1991. Film govori o posljedicama četničko-komunističkih zločina, ali i o mjestu koje je nadživjelo sve nedaće i uskrslo iz pepela. Film se već godinama redovno prikazuje 18. studenog na HRT-u.

## Vanjske poveznice
- Uskrsla Škabrnja na YouTubeu